# إيما أوستروخيل
إيما أوستروخيل (ولدت في 29 يونيو 1998) هي لاعبة سباقات المضمار والميدان هولندية متخصصة في سباق سباعي. فازت بميدالية برونزية في دورة الألعاب الأولمبية الصيفية 2020، حيث تنافست في سباعي السيدات.

## نشأتها
ولدت في إيما في قرية ديبنفين التابعة لبلدية ديفينتر. قبل أن تبدأ ممارسة ألعاب القوى في الثالثة عشرة من عمرها، كانت تمارس هوكي الحقل منذ سن السابعة. بعد تخرجها من المدرسة الثانوية، التحقت ب جامعة فاخينينجن لدراسة التربة والمياه والغلاف الجوي.

## مسيرتها الرياضية
تنافست إيما في أول مسابقاتها الوطنية في الفئة العمرية تحت 18 عامًا في عام 2012. في بداية مسيرتها الرياضية، تنافست بشكل أساسي في سباقات السرعة القصيرة. في عام 2013، تنافست في أول مسابقات شاملة لها. في مايو، احتلت المركز الرابع في بطولة هولندا تحت 18 عامًا. في نهاية يونيو، أصبحت بطلة رمي الرمح تحت 18 عامًا . في عام 2013، احتلت المركز الرابع في الخماسي في بطولة هولندا تحت 18 عامًا داخل الصالات. في بداية أغسطس، فازت بالميدالية البرونزية في رمي الرمح في بطولة هولندا للكبار بأفضل رقم شخصي بلغ 49.17 مترًا. بعد عام، فازت بأول لقب لها في البطولة الوطنية بمسافة 52.45 مترًا. في السباعي، تأهلت لبطولة العالم لألعاب القوى تحت 20 عامًا 2016 في بيدغوشتش، بولندا، تنافست في جولة التصفيات بنتيجة 49.73، احتلت المركز الثامن عشر ولم تتمكن التأهل للجولة النهائي. في عام 2017، تأهلت لبطولة أوروبا لألعاب القوى تحت 20 عامًا 2017 في غروسيتو في رمي الرمح ووصلت إلى النهائي، واحتلت المركز الثامن برمية 48.08 مترًا. في عام 2018، حققت أفضل رقم شخصي لها وهو 5839 نقطة في الاجتماع الشامل في راتينجن. في عام 2019، حسنت أوسترفيجل نتيجتها إلى 62.47 نقطة في الاجتماع الشامل في جوتزيس، وتأهلت لبطولة العالم لألعاب القوى 2019. قبل ذلك تنافست في بطولة أوروبا لألعاب القوى تحت 23 عامًا 2019 في جافل، السويد، في يوليو، وكادت أن تفوز بالميداليات بنتيجة 60.72 نقطة لكنها احتلت المركز الرابع. في بداية أكتوبر تنافست في بطولة العالم في الدوحة، خلالها حققت أفضل رقم شخصي لها وهو 6250 نقطة، مما وضعها في المركز السابع.
في عام 2021، حسنت أوسترويجل نتيجتها إلى 6308 في جوتزيس. هذا أهلها لدورة الألعاب الأولمبية الصيفية 2020 في طوكيو، حيث تنافست في سباعي. بعد أن احتلت المركز الحادي عشر بعد اليوم الأول من المنافسة، تمكنت من الصعود إلى البرونزية في اليوم الثاني من المنافسة ومع التحسينات في إجمالي خمسة تخصصات، دفعت الأمريكية كيندل ويليامز من منصة التتويج بحصولها على المركز الثاني في سباق 800 متر النهائي. ذهبت الفضية إلى مواطنتها وشريكتها في التدريب أنوك فيتر التي أنهت المسابقة خلف البلجيكية نافيساتو تيام برقم قياسي هولندي جديد بلغ 6689 نقطة. في عام 2022 شاركت في بطولة العالم في الولايات المتحدة. برصيد 6440 نقطة، تجاوزت نتيجتها من بطولة العالم في الدوحة واحتلت المركز السابع مرة أخرى بعد يومين من المنافسة. بعد شهر، شاركت في أول بطولة أوروبية لها في ميونيخ ومع ذلك، بعد سقوطها في سباق 100 متر حواجز، اضطرت للانسحاب من المنافسة بعد السباق الأول. في عام 2023، شاركت في بطولة العالم في بودابست برصيد 6464 نقطة، تجاوزت مرة أخرى مجموع نقاطها في بطولة العالم السابقة وحققت أفضل نتيجة لها في بطولة العالم في المركز الخامس.

### أفضل الأرقام الشخصية
- السباعي – 6590 نقطة (طوكيو 2021)
  - 100 متر حواجز – 13.36 ثانية (+0.2 متر/ثانية، طوكيو 2021)
  - الوثب العالي – 1.80 متر (طوكيو 2021)
  - دفع الجلة – 14.54 متر (باريس 2024)
  - 200 متر – 24.25 ثانية (+0.3 متر/ثانية، طوكيو 2021)
  - الوثب الطويل – 6.40 متر (+0.9 متر/ثانية، لايدن 2021)
  - رمي الرمح - 55.47 مترًا (تالنس 2022)
  - 800 متر - دقيقتان و8.67 ثانية (باريس 2024)
- 100 متر - 12.47 (+1.8 متر/ثانية، غروتبروك 2020)

داخل الصالات
- الخماسي - 4400 نقطة (أبيلدورن 2025)
  - 60 مترًا حواجز - 8.27 ثانية (أبيلدورن 2025)
  - الوثب العالي - 1.80 متر (أبيلدورن 2020)
  - دفع الجلة - 14.45 متر (أبلدورن 2021)
  - الوثب الطويل – 6.07 متر (أبلدورن 2019)
  - 800 متر – 2:14.24 دقيقة (أبلدورن 2025)

### الألقاب الوطنية
- بطولة ألعاب القوى الهولندية
  - رمي الرمح: 2016
- بطولة ألعاب القوى الهولندية داخل الصالات
  - الخماسي: 2018، 2019، 2020